# Simalia amethistina
La pitón amatista australiana (Simalia amethistina) es una especie de serpiente henofidia de la familia Pythonidae de gran tamaño y una de las seis serpientes más grandes del mundo. Es de un color marrón y negro jaspeado. Debe su nombre a los reflejos del color de su piel . No se conocen subespecies.

## Tamaño
Superando en longitud a la pitón tigrina y a la pitón de la india , esta especie de pitón es la quinta serpiente más larga del mundo y la segunda más grande de entre todas las arborícolas, pudiendo alcanzar hasta los 5.5 m de longitud registrado en Australia a inicios de los años 80. Si bien es la tercera del mundo, su masa corporal no supera la de una boa promedio dado que es una serpiente que vive y descansa en las alturas, y normalmente suele pesar hasta 70 kg.

## Territorio
Originaria de Australia y Papúa-Nueva Guinea, se encuentra rara vez en Borneo. Son muy familiares en Australia donde la gente suele verlas y llamar a expertos a sacarlas. Puede hallársela en bosques muy profundos de la selva, incluso en los manglares. 

## Alimentación
Son serpientes muy fuertes capaces de matar animales unas cuatro veces mayor a su cuerpo. Su dieta está complementada por peces, walabis, aves, pequeños mamíferos y hay casos conocidos de matar y tragar perros domésticos. Para cazar aves suelen subir a los árboles con excelente destreza hasta unos 30 m de altura y descansar si no han capturado la presa. 

## Hábitos
Estos animales han sido vistos descansando en las rocas muy cercanas a los ríos australianos.  Se sabe poco de su biología debido a que si bien la población está distribuida muy ampliamente, se desconoce los lugares que frecuenta. 

## Amenazas humanas
Al principio de los años 80, fue cazada por cazadores furtivos por su piel con valor muy alto en el mercado negro. Fue entonces cuando el gobierno de Australia decidió crear parques naturales y zonas boscosas para proteger esta especie única de su clase.